# Felsita
Se llama felsita a rocas ígneas de grano fino compuestas principalmente de cuarzo y feldespato. Felsitas filonianas con escasos pero grandes granos de feldespatos se denomianan pórfidos felsíticos. 
La felsita se caracteriza por sus colores que van del blanco al gris claro y del rosado al marrón claro.
La Unión Internacional de Ciencias Geológicas no recomienda el uso de este término.  